# Nicușor Predescu
Nicușor Predescu (n. 2 iulie 1919, Drobeta Turnu Severin - d. 12 aprilie 1986, București) a fost un cunoscut dirijor și violonist român, de etnie romă, de café-concert și muzică populară. Este fratele mai mic al violonistului Victor Predescu.

## Biografie
S-a născut la data de 12 aprilie 1919 într-o familie de lăutari romi  vestiți în zonă, tatăl său Nicolae Predescu fiind violonist și șef de orchestră. Primește de timpuriu îndrumarea în studiul viorii din partea tatălui, fiind apoi preluat și de fratele mai mare, Victor Predescu. 
Studiile muzicale le face la Conservatorul de Muzică și Artă Dramatică din București sub îndrumarea violonistului George Enacovici.
În 1935, fiind atras de compoziție, debutează cu două piese de muzică ușoară: „Dragoste, ce ai cu mine?” și „Ai distrus inima mea”.
În perioada 1935-1945, după cântă în diverse restaurante din București, precum „Neptun”, își alătură o serie de cântăreți în cunoscuți, între care Gică Petrescu și Rodica Bujor, și lansează câteva șlagăre de mare succes ca tangoul „Ne despărțim” și cântecul în stil popular „Niculae, iar te-ai îmbătat”.
După cel de-Al Doilea Război Mondial revine la muzica clasică, ocupând postul de concert-maestru al Orchestrei de Studio Radio. Urmează în perioada interbelică o etapă de peregrinări prin nenumărate localități, cum ar fi: Corabia, Craiova sau Ploiești, precum și prin diferite restaurante din București („Athénée Palace”, „Lido”, „Boulevard” și „Cercul Militar”) sau din Craiova („Minerva”).
La 18 aprilie 1947 cântă la debutul a noii Filarmonici „Oltenia” din Craiova. Urmează api să cânte în orchestrei noului Ansamblu de Cântece și Dansuri al Sindicatelor (CCS) ce a luat ființă în București. După doar două stagiuni (1948-1950) trece la formațiile Radiodifuziunii Române, profitând de prezența fratelui său, la conducerea Orchestrei de Muzică Populară Radio.
În anii '50-'60 colaborează și înregistrează des cu artistele Maria Tănase și Ioana Radu.
Fără a renunța la pasiunea pentru muzica ușoară, îndeplinește mai multe angajamente pasagere la marile restaurante, între care „Cina”. Agenția Română de Impresariat Artistic (ARIA) îl trimite la Berlin (1961-1964) și apoi la Stuttgart (1969-1970). Datorită solicitărilor pentru turnee peste hotare cu „Ciocârlia” și „Rapsodia română”, ia decizia de întrerupere, la cerere, a colaborării cu Radiodifuziunea Română.
În 1967 participă la un spectacol de revistă din Israel cu N. Stroe și un grup de soliști de frunte din România, între care: Marica Munteanu, Angela Moldovan, Vasile Tomazian, Bimbo Mărculescu, Gică Petrescu sau Dan Spătaru. În cadrul revistei „Alo, aici e Stroe”, încheie prima parte a spectacolului cu momentul „Pe strune de vioară”, interpretând „Koll Nidrei”, „Mein Steitola Beltz” și „Ciocârlia”.

## Decesul
Moare în București la data de 12 aprilie 1986, fiind înmormântat în cimitirul „Izvorul Nou”.

## Distincții
În 1962 este distins cu medalia „Ordinul Muncii”, clasa a III-a, pentru importantele rezultate dobândite mai ales în cadrul muzicii simfonice românești.